# 科隆 (明尼苏达州)
科隆（英語：Cologne）是一个美國城市，位於明尼蘇達州卡弗縣。根據2010年的人口普查，當地人口為1 519人。 

## 地理
根据美国人口普查局，该城市的总面积為1.87平方英里（4.84平方），其中1.75平方英里（4.53平方）為陸地，0.12平方英里（0.31平方）為水域。